# أوروبامبا
أوروبامبا هي بلدة صغيرة تقع في إقليم كوسكو، بيرو بالقرب من نهر أوروبامبا.